# Sphenomorphus tagapayo
Sphenomorphus tagapayo är en ödleart som beskrevs av  Brown, Mcguire FERNER och ALCALA 1999. Sphenomorphus tagapayo ingår i släktet Sphenomorphus och familjen skinkar. IUCN kategoriserar arten globalt som nära hotad. Inga underarter finns listade i Catalogue of Life.